# Groß Luckow
Groß Luckow es un municipio situado en el distrito de Pomerania Occidental-Greifswald, en el estado federado de Mecklemburgo-Pomerania Occidental (Alemania), a una altitud de 50 metros. Su población a finales de 2016 era de 200 habs. y su densidad poblacional, 25 hab/km².
Se encuentra al sur del distrito, junto a la frontera con el estado de Brandeburgo.